# Ferdinandstraße 2 (Mönchengladbach)

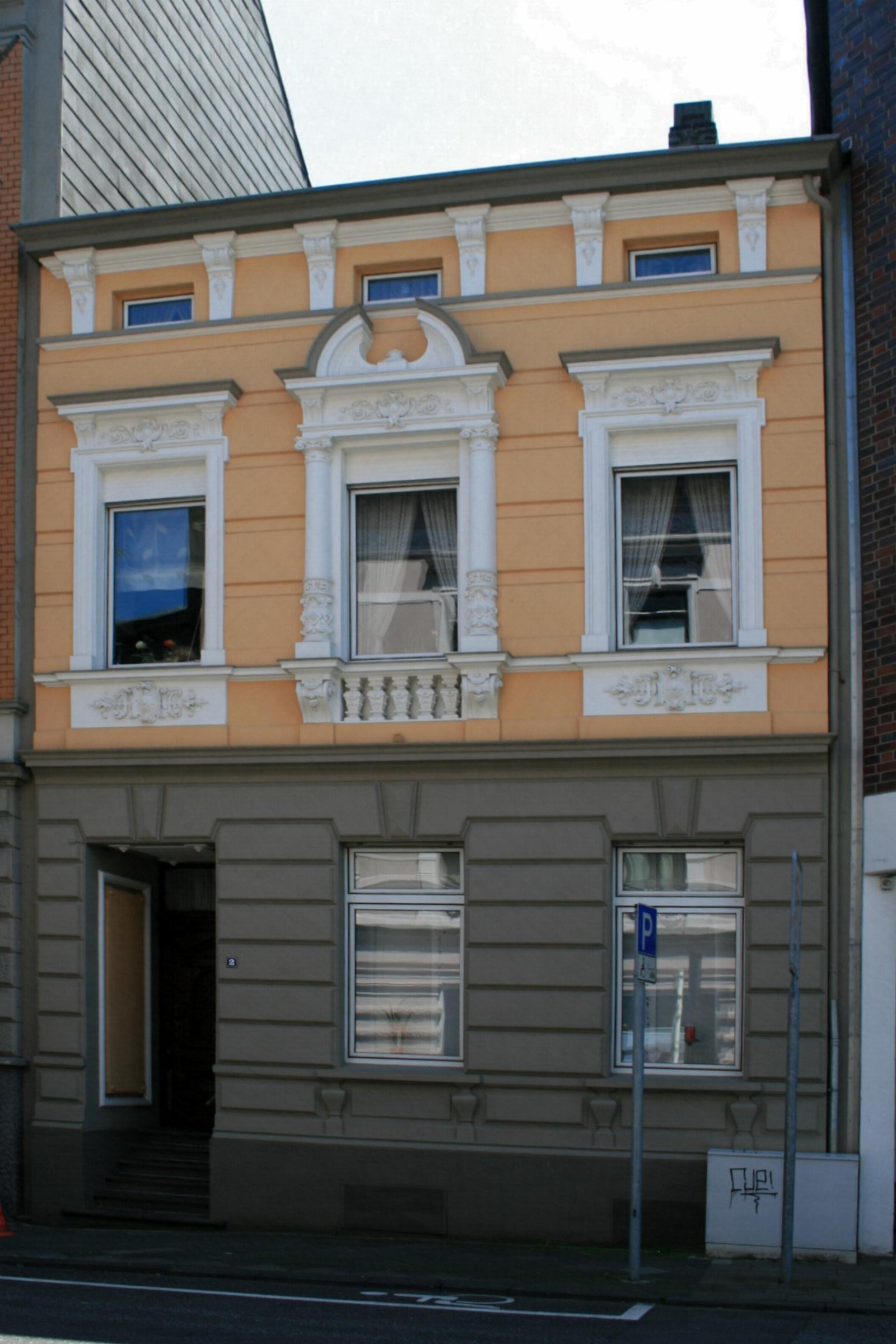
Wohnhaus (2010)

Das Wohnhaus Ferdinandstraße 2 steht in Mönchengladbach (Nordrhein-Westfalen).
Das Gebäude wurde 1880 erbaut. Es ist unter Nr. F 025 am 7. September 1995 in die Denkmalliste der Stadt Mönchengladbach eingetragen worden.

## Architektur
Im nördlichen Stadterweiterungsgebiet unmittelbar vor der die Hermann-Piecq-Anlage überspannenden Eisenbahnbrücke steht dieses zweigeschossige Dreifensterhaus mit ausgebautem Drempel und kurzem Anbau. Traditionelle Gliederung mit Stockwerkgesimsen, vorkragendem Dachgesims und mittelaxialer Betonung. Flach geneigtes Satteldach, das von der Straßenansicht kaum wahrnehmbar ist. Über glatt verputztem Kellersockel das durch Quader- und Schlusssteinimitation strukturierte Erdgeschoss mit tief eingeschnittener Eingangsnische (links), die beidseitig durch Stuckkassettierung betont ist. Das Obergeschoss, als „Beletage“ aufwändig dekoriert mit Gebälkverdachungen und mittig akzentuiert durch ädikulaähnliche Einfassung mit gesprengtem Giebel und balustriertem Brüstungsschmuck zeigt in der verbleibenden Wandfläche kräftigen Fugenschnitt. Das Drempelgeschoss ist nur glatt verputzt und mit konsolartigen Wandvorlagen verziert. Die Fenster der Hauptgeschosse sind gleichförmig hochrechteckig ausgebildet und durch Brüstungsgesimse, im Obergeschoss verkröpft, verbunden. Im Mezzaningeschoss drei liegende Rechtecke.